# ABU TV Song Festival 2014
L'ABU TV Song festival 2014 è stata la terza edizione dell'ABU TV Song Festival. Si è tenuta il 25 ottobre 2014 al Sands Theatre du Macao.

## Paesi partecipanti
I partecipanti sono stati 12. Hanno debuttato Turchia, Macao e Maldive, mentre Iran, Afghanistan, Kirghizistan, Malaysia, Singapore e Sri Lanka si sono ritirati. Non vi sono stati ritorni. 
| stato                | artista                       | canzone                 | lingua              |
| -------------------- | ----------------------------- | ----------------------- | ------------------- |
| Australia            | Dami Im                       | Living Dangerously      | inglese             |
| Brunei               | Juan Madial                   | Awg Madial              | malese              |
| Indonesia            | Tere Cia                      | Dimana Hatimu           | indonesiano         |
| Hong Kong            | Frederick Cheng (鄭俊弘)      | Xióngmao (熊貓)         | cantonese           |
| Giappone             | Sekai no Owari (世界の終わり) | Dragon Night            | giapponese, inglese |
| Sud Corea            | Girl's Day                    | Seomssing (썸씽)        | coreano, inglese    |
| Macao(organizzatore) | Blademark (刃記)              | Heartcore (心態硬)      | cantonese, inglese  |
| Maldive              | Mooshan                       | Rannamaari              | lingua Dhivei       |
| Thailandia           | Jetrin Wattanasin             | 7th Heaven              | inglese             |
| Cina                 | Bibi Zhou (周笔畅)            | I miss U missing me     | inglese             |
| Turchia              | MaNga                         | Fazla Aşkı Olan Var Mı? | turco               |
| Vietnam              | Ngọc Anh                      | Xuân vẫn sang diệu kì   | vietnamita          |